# Akne
Akne, früher Finnenausschlag genannt, ist eine Sammelbezeichnung für Erkrankungen des Talgdrüsenapparates und der Haarfollikel, die zunächst nichtentzündliche Mitesser (Komedonen) hervorbringen, im späteren Verlauf aber auch eine Reihe entzündlicher Effloreszenzen wie Papeln, Pusteln und Knoten entstehen lassen können. Betroffen sind meist die Talgdrüsenfollikel, bei einigen Akneformen die Terminal- und Vellushaarfollikel. Bei der Akne handelt es sich um eine polymorphe Erkrankung mit vielfältigen Ausprägungen
Am häufigsten betroffen sind Körperstellen, an denen sich viele Talgdrüsen befinden. Dazu gehört das Gesicht, der obere Brust- und Rückenbereich, insbesondere Dekolleté, Oberarme und Schultern, sowie der Nacken.
Hauterscheinungen bzw. -erkrankungen, die der Akne ähneln, werden auch akneiform (von lateinisch acneiformis) genannt.
Die Etymologie des Begriffs Akne ist unsicher, möglicherweise ist die Bezeichnung durch Verballhornung von altgriechisch ἀκμή akmḗ „Spitze, Schärfe, Zenit, Akme“ entstanden. Siehe dazu ausführlich unter Wortherkunft von Akne.

## Epidemiologie
Akne ist seit dem Altertum als eine der häufigsten Hauterkrankungen bekannt. 70 bis 95 Prozent aller Jugendlichen weisen Akne-Hautveränderungen auf, betroffen sind insbesondere das Gesicht und der obere Rumpfbereich. Die Inzidenz der Erkrankung hat ihr Maximum im Alter von 15 bis 18 Jahren. In der Mehrzahl der Fälle erfolgt nach der Pubertät eine spontane Rückbildung, davon bei 2 bis 7 Prozent mit erheblicher Narbenbildung. In 10 Prozent der Fälle verharrt die Erkrankung bis über das 25. Lebensjahr hinaus. 10 bis 30 Prozent der Betroffenen benötigen eine medikamentöse Therapie.
Cordain et al. berichteten im Jahr 2002 über die Kitava-Insulaner und die Jäger und Sammler der Aché, bei denen so gut wie keine Akne beobachtet wurde.

## Akneformen
Akne wird nach Lebensalter, Ursache und Ausprägung bzw. Schweregrad systematisiert.

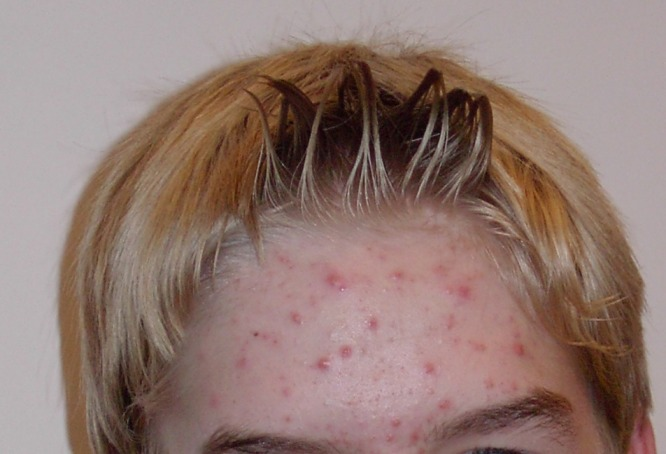
Acne vulgaris bei einem 14-jährigen Jungen

Am bekanntesten und verbreitetsten ist die Acne vulgaris oder „gewöhnliche Akne“, gelegentlich auch Acne simplex genannt. „Gewöhnlich“ bedeutet hier, dass die Akne bedingt durch verstärkten Androgeneinfluss während der Pubertät auftritt und spätestens zum Anfang des dritten Lebensjahrzehnts abklingt. Weil ihre Ursachen in Veränderungen des Körperstoffwechsels liegen, gehört die Acne vulgaris zu den endogenen Akneformen.
Nach Lebensalter werden im Weiteren unterschieden:
- Acne neonatorum: Akne im Neugeborenenalter
- Acne infantum: Akne im vorpubertären Kindesalter (ab drittem Lebensmonat)
- Acne tarda: Auch unter der Bezeichnung der „Spätakne“ bekannt.[9] Akne im fortgeschrittenen Erwachsenenalter, hier üblicherweise nach dem 25. Lebensjahr.

Die Akne endogener Ursache ist prinzipiell in jedem Lebensalter möglich. Insbesondere präpubertär und im fortgeschrittenen Erwachsenenalter kommen als Hintergrund Stoffwechselerkrankungen in Betracht.
Akne kann aber auch „von außen“ verursacht werden. Bekannte exogene Akneformen sind:

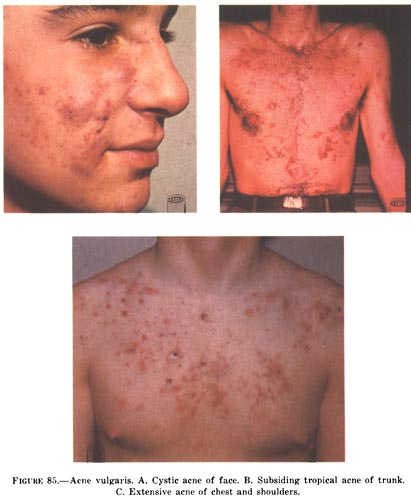
Verschiedene Akneformen

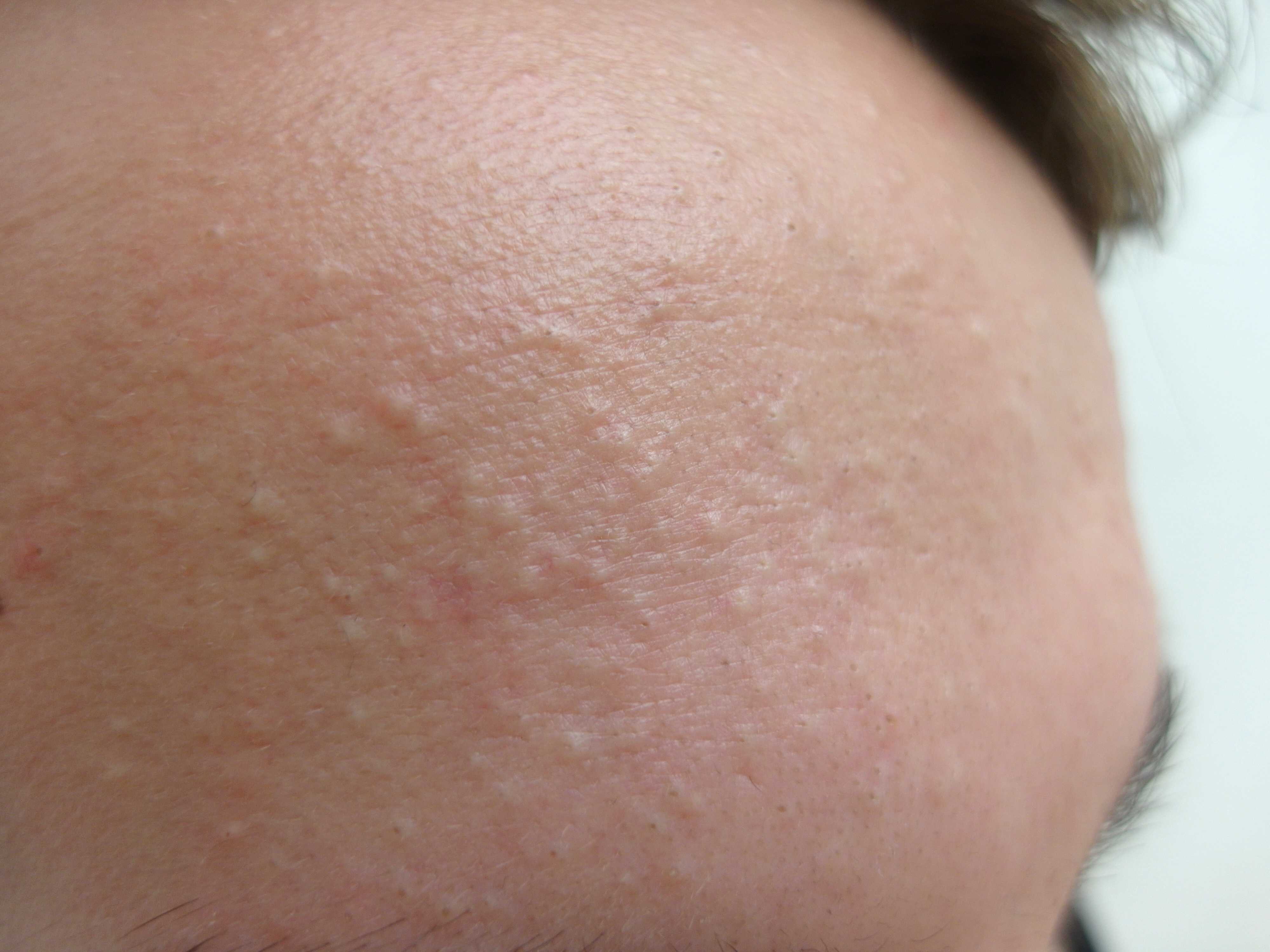
Acne comedonica, Stirn

- Acne aestivalis, auch bekannt als „Mallorca-Akne“, erscheint nach UV-Einwirkung. Hintergrund sind vermutlich Reaktionen freier Radikale mit den Lipiden aus fetthaltigen Kosmetika, Sonnenschutzmitteln oder dem körpereigenen Talg, aus denen entzündungsfördernde Substanzen hervorgehen.
- Acne cosmetica, tritt nach Anwendung komedogener Kosmetika auf.

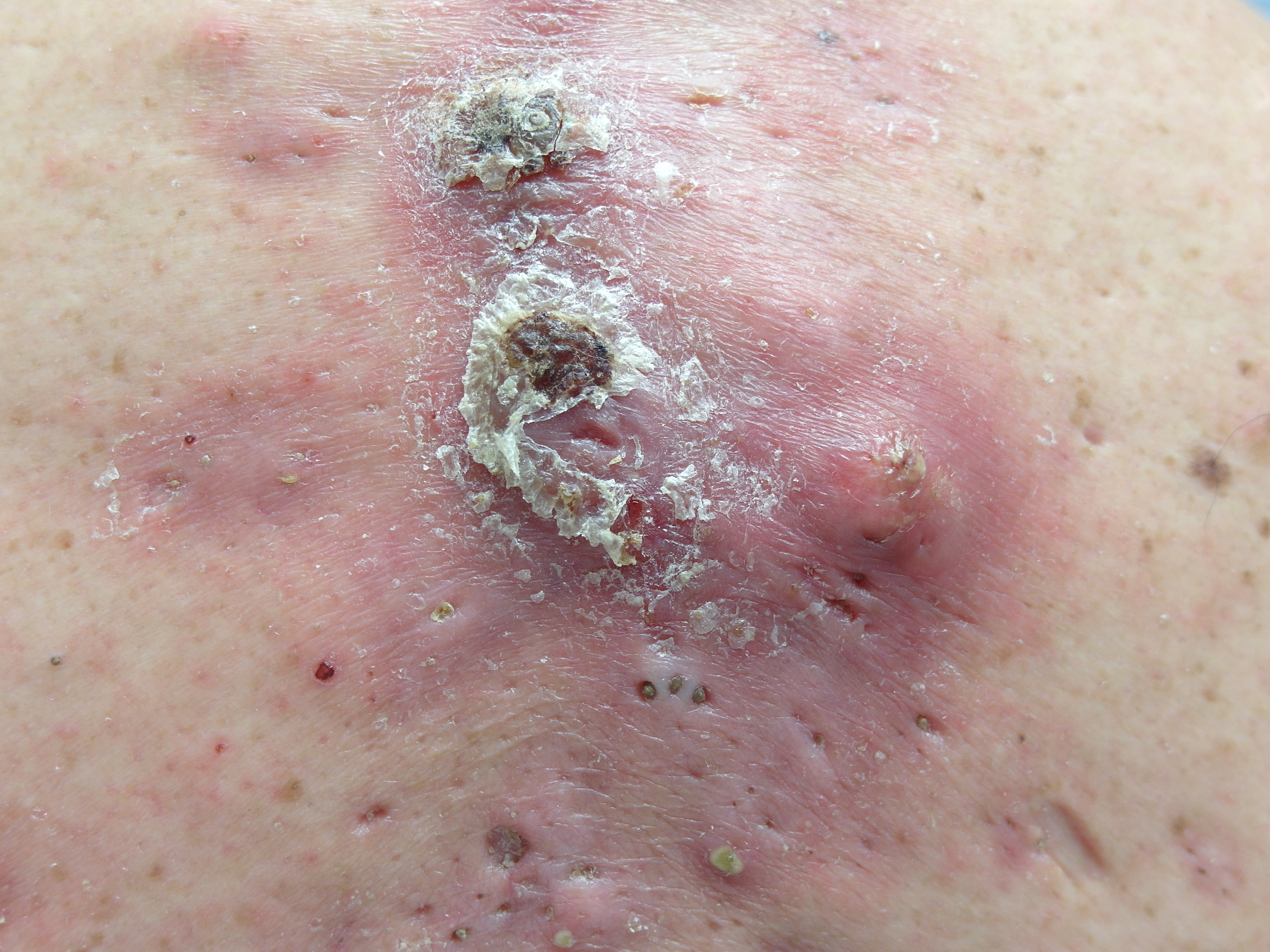
Acne conglobata, Rücken

- Acne conglobata, RückenAcne medicamentosa kann auftreten unter der Therapie mit Tumortherapeutika, so genannten EGFR-Inhibitoren, als Klasseneffekt. Des Weiteren wird es als Steroide-Akne bei der Anwendung von Glukocorticoiden und Androgenen beobachtet. Lithium zeigt dieses Phänomen als sehr seltene unerwünschte Wirkung, bei Isoniazid kommen akneiforme Exantheme vor allem bei jüngeren Patienten vor. Ein vielfach postulierter Zusammenhang mit generell halogenhaltigen Wirkstoffen besteht, trotz vielfach geäußerten Meinungen, nicht.[4]
- Acne venenata – die „Kontaktakne“. Hierzu gehören Chlor-, Öl- und Teerakne.

Die Acne inversa ist eine häufig schwere Entzündung der Talgdrüsen und Terminalhaarfollikel, vorzugsweise in intertriginösen Arealen wie z. B. Achselhöhle, Leistenregion und Gesäßfalte. Die Pathogenese ist nicht vollständig geklärt, als besonderer exogener Faktor scheint oft Tabakrauchen eine Rolle zu spielen.
Nach Ausprägung bzw. Schweregrad unterscheidet man die Acne comedonica von der Acne papulo-pustulosa und der Acne conglobata. Das Hautbild der Acne comedonica ist von Komedonen und höchstens wenigen, sehr leichten Entzündungen (Papeln) geprägt. Narbenbildung ist nicht zu befürchten. Bei der Acne papulo-pustulosa dominieren Papeln und Pusteln, Narbenbildung infolge der Entzündungsprozesse ist möglich. Die Acne conglobata bezeichnet das zusätzliche Auftreten von Fistelkomedonen und Knoten, in der Folge droht erhebliche Vernarbung.

## Pathogenese
Aufgrund verstärkter Talgproduktion (Seborrhoe) und einer Verhornungsstörung im Ausgang des Talgdrüsenfollikels bilden sich Komedonen. Daraus resultierend bildet sich am Follikelausgang ein stabiler Hornpropf aus vermehrt abgestorbenen Hautzellen aus dem Talgdrüsenfollikel. Dies führt dazu, dass der Talg am Abfließen an die Hautoberfläche behindert wird. Als Konsequenz staut sich dieser Talg und weitet den Talgdrüsenfollikel weiter aus, was zur Bildung eines Mitessers führt.  Entzünden sich diese, entwickeln sich Papeln, Pusteln oder Knoten. Die Akne gehört zu den vielgestaltigen (polymorphen) Hauterkrankungen mit einem komplexen genetischen Hintergrund. Untersuchungen an homozygoten Zwillingen zeigten, dass beide Zwillinge in 98 Prozent der Fälle bezüglich Erkrankungsalter, Talgproduktionsrate und Zahl der Komedonen sehr ähnlich betroffen waren. Im Gegensatz dazu ergab eine Studie mit heterozygoten Zwillingen, dass in der Hälfte der Fälle nur ein Zwilling betroffen war. Auch gab es in diesen Fällen wenig bis keine Ähnlichkeiten hinsichtlich der Talgproduktion und Komedonenzahl. Beobachtet wurde eine familiäre Häufung: Wenn beide Eltern Akne hatten, dann liegt das Akneerkrankungsrisiko für ihre Kinder bei über 50 Prozent.
Weitere Ursachen sind:
- Bakterien: Neuere Forschungsergebnisse zeigen, dass es für den Beginn des Akne-Entzündungsprozesses nicht der übermäßigen Besiedlung (Hyperkolonisation) mit Propionibacterium acnes bedarf. Gleichwohl spielen jene Bakterien, die die entstehende Wunde besetzen, für den weiteren Verlauf des Entzündungsprozesses eine Rolle.
- Androgene: Androgene stimulieren die Zunahme des Talgdrüsenvolumens (Talgdrüsenhyperplasie) wie auch die Keratinozytenproliferation bzw. die Ausbildung einer Proliferationshyperkeratose im Ausführungsgang des betroffenen Follikels.
- Liganden von Peroxisom-Proliferations-aktivierenden Rezeptoren (PPAR): Menschliche Talgdrüsen sind üppig mit PPAR ausgestattet. Unter den verschiedenen PPAR-Subtypen ist besonders PPARα bei der Regulation der Lipidsynthese beteiligt. Das 5-Lipoxygenase-Produkt Leukotrien B4 (LTB4) ist einer der stärksten natürlich vorkommenden PPARα-Liganden, stimuliert zusammen mit Androgenen die Lipidsynthese der Talgdrüsen.

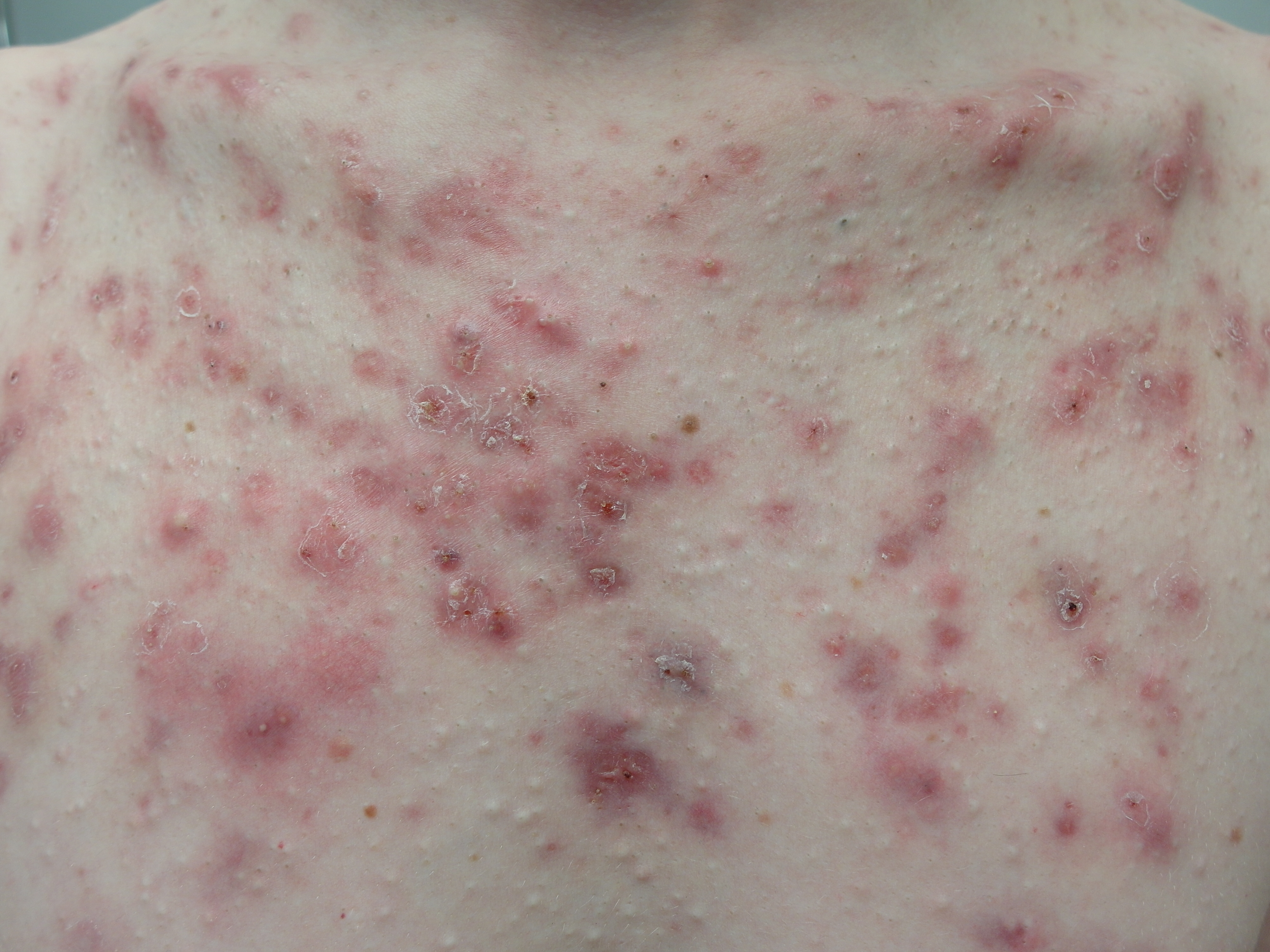
Acne papulopustulosa, Decolleté

- Acne papulopustulosa, DecolletéKomedogene Stoffe: Komedogene Substanzen etwa aus Kosmetika behindern auf Grund ihrer stofflichen Eigenschaften die Abschilferung der Korneozyten  (Retentionshyperkeratose) und fördern so die Bildung von Komedonen (Komedogenese).
- Rauchen: Untersuchungen zeigten, dass Zigarettenrauch hohe Mengen an Arachidonsäure und polyzyklischen aromatischen Kohlenwasserstoffen enthält. Diese initiieren einen Phospholipase-A2-abhängigen Signalweg, der die proentzündliche Wirkung von Arachidonsäure weiter stimulieren kann.
- Stress: Das Stresshormon CRH vermag die Lipidgenese und die Umwandlung von DHEA nach Testosteron in den Sebozyten zu beeinflussen. Inwieweit sich dies in der Praxis auswirkt und ob die Erkenntnis neue Therapieansätze eröffnet, muss noch geklärt werden.[14]

## Folgen und Komplikationen

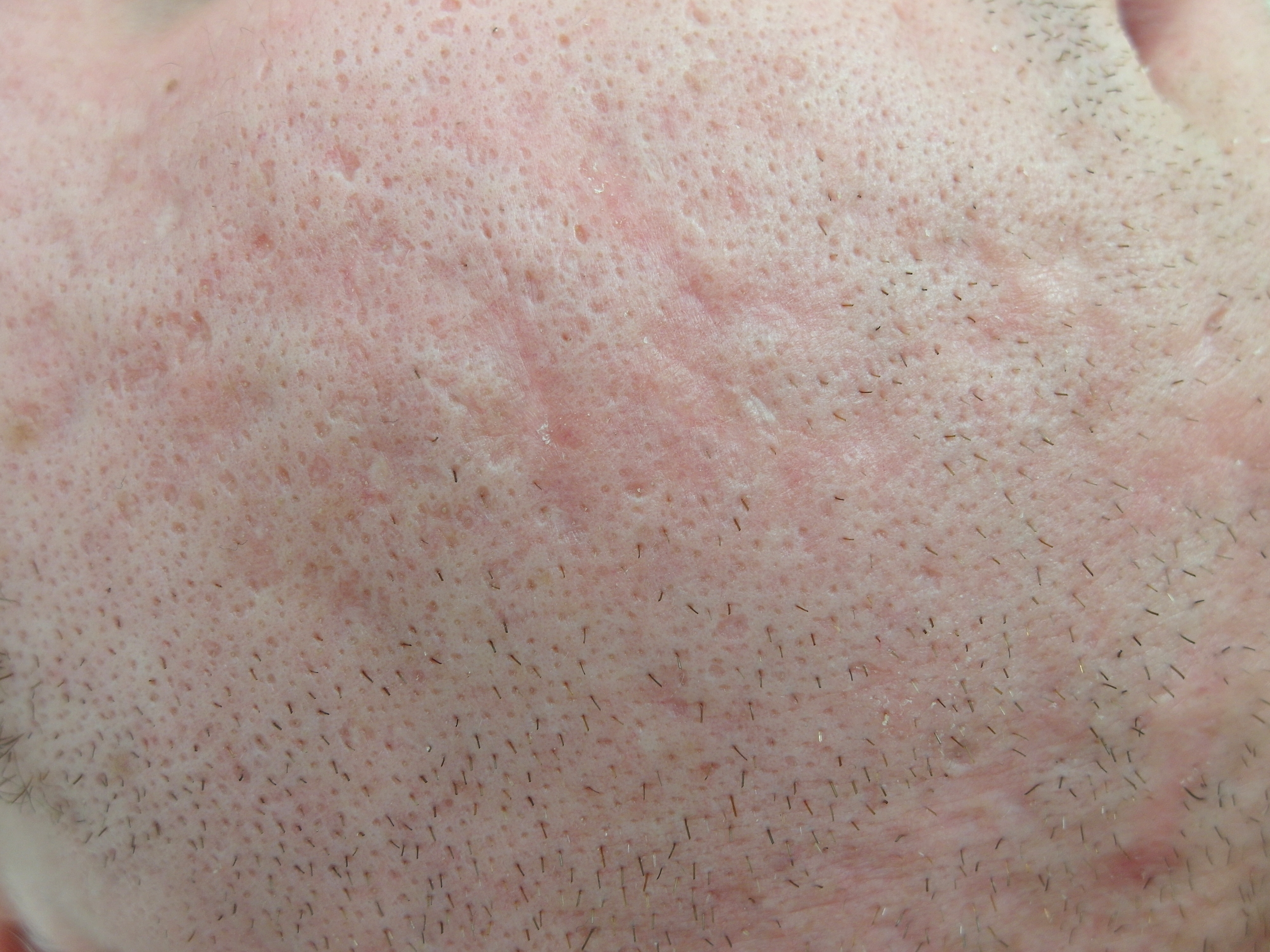
Acne vulgaris, eingesunkene Narben

Aknebedingte Entzündungen können mit Rötung, Schwellung, Juckreiz und Druckschmerz einhergehen. Bei größeren Entzündungen drohen zusätzlich Lymphknotenschwellungen, Kopfschmerz, Fieber und Sepsis. Auf dem Wege der Schmierinfektion kann der Ausbruch einer Follikulitis/Furunkulose begünstigt werden. Schwere, d. h. stark entzündliche Akneformen sind mit Narbenbildung verbunden. Des Weiteren kann die Akne zu psychischen und sozialen Problemen beim Betroffenen führen, da sie als stigmatisierend empfunden wird. Phobische Störungen, Neurosen, Beziehungsstörungen, Mobbing des Betroffenen durch seine soziale Umwelt, Depressionen und Suizidalität sind möglich.

## Behandlung
Außer in leichten Fällen von Akne ist die Behandlung durch einen Hautarzt anzuraten. Dabei erfolgt die Behandlung der verschiedenen Ausprägungen der Akne entweder topisch (lokal) für komedogene und milde Verläufe, oder aber systemisch (körperweit) für schwerwiegendere Verläufe. Es stehen mehrere Wirkstoffe und unterstützende Therapie-Methoden zur Verfügung. Die medikamentöse Therapie versucht, die Talgproduktion zu reduzieren, den Verhornungsvorgang im Ausführungsgang des Talgdrüsenfollikels zu normalisieren, Bakterien zu bekämpfen und die Entzündungsreaktion günstig zu beeinflussen.

### Alpha-Hydroxycarbonsäuren
α-Hydroxycarbonsäuren, die zu den natürlichen „Fruchtsäuren“ zählen, wirken komedolytisch. Zur Aknetherapie werden neben Glycolsäure noch Milchsäure, Äpfelsäure, Zitronensäure und Mandelsäure eingesetzt. Mit Hilfe 10–15%iger Cremezubereitungen erfolgt eine Reduktion des Zusammenhalts follikulärer Korneozyten in den unteren Schichten des Stratum corneum und schließlich die Komedolyse. In den meisten Fällen ist hierfür aber eine 3-monatige Behandlung notwendig. Es ergibt sich auch eine Prophylaxe gegen Komedonenneubildung. Im Unterschied zur Therapie mit Benzoylperoxid, Retinoiden oder Salicylsäure kommt es beim Einsatz von α-Hydroxycarbonsäuren nicht zum epidermalen Wasserverlust. Das im Zweiwochenintervall wiederholte Peeling mit 30%iger Glycolsäure erwies sich ab der zweiten Behandlung als signifikant effektiv.

### Antibiotika
Antibiotika sollen jene Bakterien bekämpfen, die die Talgdrüsenfollikel und im weiteren Verlauf die entzündlichen Effloreszenzen der Akne besiedeln. Antibiotika können außerdem entzündungshemmend wirken und indirekt der Verhornungsstörung entgegenwirken. Man unterscheidet zwischen topisch (lokal) und systemisch (körperweit) wirksamen Antibiotika-Präparaten.

### Benzoylperoxid (kurz: BPO)
Benzoylperoxid wirkt als potentes Oxidationsmittel antibakteriell und keratolytisch. Es gibt BPO-Präparate in Anteilen von 2,5 % bis 10 %, als Gel, Creme oder Waschsuspension. Ein höherer BPO-Anteil muss nicht unbedingt bessere Wirkung bedeuten, verstärkt aber in einigen Fällen die Hautirritationen. Kontaktallergische Reaktionen treten in etwa 10 % der Fälle auf, das Medikament sollte dann abgesetzt werden.

### Hormone (nur Frauen)
Die hormonelle Therapie von Frauen beinhaltet die Gabe von antiandrogen wirkenden Substanzen; sie beeinflussen Talgproduktion und Verhornungsvorgänge im Talgdrüsenfollikel. Meist wird hierzu das synthetische Estrogen Ethinylestradiol, kombiniert mit einem antiandrogen wirkenden, synthetischen Gestagen (etwa Cyproteronazetat, Drospirenon, Chlormadinon) eingenommen. Entsprechende Hormonpräparate dienen gleichzeitig der Empfängnisverhütung.

### Linolsäure
Linolsäurehaltige Creme kommt als Grundlage magistraler Rezepturen zum Einsatz. In einer Studie aus dem Jahre 1998 konnte gezeigt werden, dass äußerlich angewendete Linolsäure die Größe von Mikrokomedonen innerhalb eines Monats um fast 25 % reduziert.

### Retinoide

#### Lokale Anwendung
Bei Akne leichter und mittlerer Ausprägung bietet sich die äußerliche (topische) Anwendung von Retinoiden an. Hierzu gehören Tretinoin, Isotretinoin, Motretinid, Adapalen und Tazaroten. Retinoide wirken bei topischer Anwendung hauptsächlich komedolytisch. Als Nebenwirkungen können Juckreiz, Brennen und Rötungen der Haut auftreten. Adapalen, ein synthetisches Derivat der Naphthoesäure, zuzuordnen den „Retinoiden der dritten Generation“ (polyaromatische Retinoide), zeigt in schwacher Konzentration (0,1 %) gute Ergebnisse bei vergleichsweise geringen Nebenwirkungen.

#### Systemische Anwendung
In schweren oder ansonsten therapieresistenten Fällen von Akne kann das Retinoid Isotretinoin systemisch eingesetzt werden. Im Idealfall wird hierdurch die Talgproduktion dauerhaft reduziert. Die Nebenwirkungen können unter anderem starke Schälung der Haut, trockene Haut, Haarausfall, Nasenbluten, Depressionen und Gelenkschmerzen sowie eine Schädigung der Leber sein (abhängig von der verschriebenen Dosis).
Eine Schwangerschaft muss in jedem Fall für die Zeit der Therapie und dazu mit einem nachfolgenden Sicherheitsabstand ausgeschlossen sein, da beim Ungeborenen schwere Fehlbildungen auftreten könnten. Zur Sicherstellung der Empfängnisverhütung wird Frauen unter systemischer Isotretinoin-Therapie meist die Pille verschrieben.

### Lichttherapie
Die Therapie mit Sonnenlicht bzw. Ultraviolettstrahlung ist umstritten. Zwar vermag UV-Strahlung antibakteriell zu wirken, gleichzeitig kann jedoch die Proliferationshyperkeratose angeregt werden. In der Folge droht die Neubildung von Komedonen. Außerdem kann es zu phototoxischen Effekten kommen, insbesondere bei Benutzung äußerlich aufzutragender Medikamente, Sonnenschutzmittel und Kosmetika.
Der IGeL-Monitor des MDS (Medizinischer Dienst des Spitzenverbandes Bund der Krankenkassen) hat 2018 die Studienlage zur Lichttherapie bei Akne mit Blau- und Rotlicht untersucht. Zwar zeigten sich vereinzelt leichte Vorteile der Lichttherapie, doch aufgrund methodischer Schwächen der Studien bewertet der IGeL-Monitor diese Selbstzahlerleistung mit „unklar“. Es gebe weder ausreichende Hinweise auf einen Nutzen noch auf einen Schaden. Die ausgewerteten Studien zeigten zwar gewisse positive Effekte der Lichttherapie, doch diese Vorteile seien gering, uneinheitlich und schwach belegt. Wichtigste Quelle für die Bewertung des IGeL-Monitor sind zwei Übersichtsarbeiten von 2016 und 2008.
Auch die Leitlinie der Deutschen Dermatologischen Gesellschaft bewertet die Lichttherapie zurückhaltend. Bei leichter bis mittelschwerer Akne papulopustolosa könne „eine Therapie mit Blaulicht in Kombination mit topischen und systemischen Therapien erwogen werden“, heißt es dort, aber „eine direkte Wirkung auf Komedonen [Mitesser] ist eher nicht zu erwarten. Schwere Akneverläufe bessern sich nicht.“

### Salicylsäure
Die aromatische β-Hydroxycarbonsäure Salicylsäure wirkt keratolytisch und antibakteriell. In Konzentrationen bis zwei Prozent ist Salicylsäure in Kosmetika enthalten, erzielt so aber nur eine oberflächliche „Schälwirkung“. Erst Konzentrationen ab fünf Prozent erreichen einen komedolytischen Effekt. Bei großflächiger Anwendung in höherer Dosierung, wie etwa zur Behandlung von Aknenarben erforderlich, besteht die Gefahr der Nierenschädigung. Das im 2-Wochen-Intervall wiederholte Peeling mit 30%iger Salicylsäure (gelöst in Wasser) erwies sich ab der zweiten Behandlung als signifikant effektiv.

### Zinkverbindungen
Zink ist ein essentielles Spurenelement für den menschlichen Körper. Der Pathomechanismus der Akne und Wundheilungsprozesse können den physiologischen Bedarf des Erkrankten erhöhen. Kann dieser Mehrbedarf nicht allein aus der Nahrung gedeckt werden, erscheint es sinnvoll, unterstützend zur Aknetherapie Zinksupplemente einzusetzen. Chronische Überdosierung sollte dabei jedoch vermieden werden, es drohen Kupfermangel und in der Folge das Auftreten einer hypochromen Anämie. Für die topische Aknetherapie werden Zinkverbindungen in der Regel mit den Antibiotika Erythromycin und Clindamycin kombiniert. Das antiseptisch wirksame Zinkoxid ist Bestandteil der Zinksalbe, welche allein oder in Kombination mit einem Antibiotikum für die Wundbehandlung eingesetzt werden kann.

### Autovakzine
Die Impfung mit homologen Autovakzinen ist eine alte, im westlichen Europa nur noch wenig bekannte Therapieform bezüglich der entzündlichen Akneeffloreszenzen. Hierfür muss ein Punktat aus einer infizierten Läsion entnommen und an ein Labor eingeschickt werden. Die Herstellung des Autovakzins dauert etwa drei Wochen. Das Präparat wird dann über einen Zeitraum von acht bis zehn Wochen einmal wöchentlich subkutan injiziert. Klinische Versuche ergaben bislang nur Hinweise auf mögliche immunologische Effekte. Nachweise für Unbedenklichkeit und Wirksamkeit bei Akne wurden bislang nicht erbracht, eine entsprechende placebokontrollierte Doppelblindstudie fehlt bis heute.

## Narbenbehandlung
Gegen Aknenarben können Injektionen mit Kortison oder Kollagen angewandt werden. Füllungen auf Acrylpartikel-Basis können zu Granulombildungen und bisweilen entstellenden Komplikationen führen, zum Teil erst viele Jahre nach der Unterspritzung. Eine Alternative sind fraktionierte Laser und Radiofrequenz, Microneedling und chemische Peelings. Sie scheinen nicht-fraktionierten, nicht-ablativen Lasern in ihrer Wirksamkeit überlegen zu sein. Die Evidenz der Studien, die es zur Behandlung von Aknenarben gibt, reicht allerdings noch nicht aus, um eindeutige Empfehlungen auszusprechen.

## Akne und Ernährung
Bekannt sind bestimmte Stoffwechselerkrankungen, die fehlernährungsbedingt auftreten und Akne entweder verursachen oder zumindest ungünstig beeinflussen können. Hierzu zählen fehlernährungsbedingte Fälle des Polyzystischen Ovar-Syndroms, dessen Hyperandrogenämie Akne zur Folge hat. Krankhaft erhöhter Blutzucker, wie er in Fällen unbehandelten Diabetes mellitus auftritt, vermag die bakterielle Besiedlung der Haut und nachfolgende Entzündungen zu begünstigen, was sich ungünstig auf die Ausprägung einer bereits bestehenden Akne auswirken dürfte.
Eine retrospektiv-statistische, nicht placebo-kontrollierte Studie aus dem Jahre 2005 von Clement Adebamowo (Boston/USA) hat mittels Auswertung der Fragebögen von über 47.000 Krankenschwestern einen statistischen Zusammenhang zwischen dem Konsum bestimmter Milchprodukte und dem Auftreten der Akne bei jungen Frauen gefunden.
Eine Forschergruppe der Universität Melbourne untersuchte 2007 den Einfluss der glykämischen Last auf den Hormonhaushalt und den Verlauf bzw. Heilung von Acne vulgaris bei 43 männlichen Probanden über zwölf Wochen. Nach diesem Zeitraum nahm die Zahl der Läsionen bei der Gruppe mit niedriger glykämischer Last um rund acht Prozent mehr ab als in der Kontrollgruppe. 2012 fanden Kwon et al. in einer Vergleichsstudie mit insgesamt 32 Teilnehmern mit Akne leichter bis mittlerer Ausprägung, dass die Reduzierung der glykämischen Last für einen Zeitraum von 10 Wochen zu „signifikanten Verbesserungen“ bei der Zahl von nichtentzündlichen und entzündlichen Akneläsionen führte. Histopathologisch zeigte sich unter anderem eine reduzierte Talgdrüsengröße und eine verminderte Entzündung. 2015 bewerteten Autoren der Cochrane Collaboration die Belegqualität der Studien zum Thema als zu „niedrig“, um auf Ergebniszuverlässigkeit dieser Therapieintervention schließen zu können.
2017 kam die systematische Übersichtsarbeit von Fiedler et al. zu dem Ergebnis, dass laut der ausgewerteten Fachliteratur Milch und Lebensmittel mit hoher glykämischer Last die „besten Kandidaten“ für einen Ernährungseinfluss hinsichtlich Akne seien. Wegen der methodischen Mängel der vorliegenden Studien sei es jedoch aktuell nicht möglich, evidenzbasierte Ernährungsempfehlungen auszusprechen.
2018 fand die Metaanalyse von Juhl et al., die 14 Beobachtungsstudien auswertete, statistische Zusammenhänge zwischen dem Konsum von Milch, Joghurt und Käse und der Prävalenz von Akne vom Kindesalter bis zu jungen Erwachsenen. Die Autoren betonen, dass ihre Ergebnisse wegen der Heterogenität und Verzerrung zwischen den Studien mit Vorsicht interpretiert werden sollten.
2021 wertete eine Meta-Analyse 11 Interventions- und 42 Beobachtungsstudien aus. Essen mit hoher glykämischer Last, Milch, fettiges Essen und Schokolade wurden als Akne-fördernd erkannt. Schützend wirkten Obst und Gemüse.
Die Anwendung bestimmter Nahrungsergänzungsmittel wurde mit Akneausbrüchen in Verbindung gebracht. Diese Mittel enthielten in hoher Dosis die Vitamine B6 oder/und B12, Iod, Molkenprotein oder anabol-androgene Steroide zum Muskelaufbau. Durch Nahrungsergänzungsmittel ausgelöste Akne verschwindet im Allgemeinen nach Absetzen der Nahrungsergänzungsmittel. In einem Test mit zehn gesunden Versuchspersonen, die eine Vitamin B12-Injektion erhielten, die etwa zwei Wochen lang für einen erhöhten Blutspiegel des Vitamins sorgte, entwickelten sich bei einem Probanden nach einer Woche Aknesymptome.

## Irrtümer und Vorurteile
- Akne ist ein Zeichen mangelnder Körperhygiene.
 Akne kann nicht als Mangel der persönlichen Hygiene angesehen werden, so verbessert ständiges Waschen das Hautbild in der Regel nicht. Im Gegenteil – durch zu häufiges Waschen wird der Säureschutzmantel der Haut beschädigt, so dass sich die Krankheit verschlechtern könnte. Daher sollten Betroffene sich nur maximal zweimal täglich mit einem pH-hautneutralen (pH-Wert 5,5) Hautreinigungsmittel waschen.
- Sexuelle Gedanken und Handlungen führen zu Akne.
 Zwar manifestiert sich die pubertäre Akne oft zeitgleich mit dem Erwachen der Sexualität, jedoch entspricht es einem groben Missverständnis endokrinologischer Hintergründe, die Hauterkrankung als Folge sexueller Gedanken und Handlungen zu verstehen.
- Mitesser und Pickel sollte man ausdrücken.
 Das „Ausdrücken“ der Akne-Effloreszenzen ist keine sinnvolle Alternative zur medikamentösen Therapie; es sollte nur in Ausnahmefällen und durch geschultes Personal vorgenommen werden. Bei unsachgemäßer Durchführung drohen die Ruptur des Follikels bzw. die Vergrößerung der Wunde, Abszessbildung, Schmierinfektionen und zusätzliche Narben.
- Akne wird von Nahrungsmitteln verursacht, die der Körper nicht verträgt.
 Die Akne ist weder Symptom einer Allergie noch Symptom einer Nahrungsmittel-Intoleranz.[30]:59–60, 60–62
- Akne ist erblich.
 Die Acne vulgaris ist eine multifaktorielle Erkrankung mit genetischer Prädisposition. Das heißt: Vererbt werden können disponierende Faktoren für die Erkrankung wie die Seborrhö und die Beschaffenheit der Talgdrüsen, nicht die Akne selbst. Man geht von einem polygenen, autosomal-dominanten Erbgang mit unterschiedlicher Penetranz aus.[40]

## Wortherkunft
Die älteste bekannte Nennung des Wortes Akne erfolgte im 6. Jahrhundert durch den byzantinischen Mediziner Aëtios von Amida. In seinem Werk, in dem er das damalige medizinische Wissen zusammenstellte, ist das Wort in der Hauptüberlieferung des griechischen Texts als „ἄκνας áknas“ zu lesen. (A1) Das ist der Akkusativ Plural eines sonst unbekannten Wortes ἄκνη áknē. Janus Cornarius übersetzte es 1542 in das Lateinische als „Acnae“ (Nominativ Plural), (A2) dem ein Nominativ Singular acna oder, da es sich um einen Gräzismus handelt, acne entsprechen würde. Im Jahr 1564 veröffentlichte Johannes Gorraeus (Jean de Gorris, 1505–1577) ein Lexikon (Definitiones medicae) mit medizinischen Begriffen, die in Griechisch aufgeführt werden. Dort ist erstmals Ἄκνη Áknē im Nominativ Singular zu finden. 1763 schrieb François Boissier de Sauvages den Begriff wieder lateinisch als „achna“ und „achne“, letzteres ist hier der Genitiv Singular. (A3)
1808 erschien die Abhandlung On Cutaneous Diseases von Robert Willan. Dieses Werk, für das er auch Arbeiten von Vorgängern wie Boissier de Sauvages auswertete, (A4) gilt als Meilenstein in der Geschichte der Dermatologie und der medizinischen Illustration, Willan selbst als Begründer der modernen Dermatologie. Die von ihm in diesem Werk vorgestellte Nomenklatur wird zum Teil noch heute verwendet. Nach Willans Tod vollendete und erweiterte sein Schüler Thomas Bateman die systematische Darstellung des Fachgebiets auf Basis von Aufzeichnungen und Skizzen Willans aus dessen Nachlass. In diesen Veröffentlichungen wird erstmals im Englischen das Wort Acne verwendet. Von dort verbreitete es sich mit der medizinischen Nomenklatur in die meisten Sprachen; es wurde auch bereits im 19. Jahrhundert aus dem Englischen in das Deutsche entlehnt. Willan hatte allerdings schon 1798 eine Abhandlung veröffentlicht, die verloren ist, zu der aber eine deutsche Übersetzung von Friedrich Gotthelf Friese, einem Breslauer Arzt, erhalten ist; bereits diese enthält das Wort „Acne“.
Während die Entlehnungsgeschichte klar ersichtlich ist, ist die Etymologie des Wortes Akne nicht eindeutig geklärt. Das Wort ἄκνη áknē ist im Altgriechischen sonst nicht belegt (Hapax legomenon). Die Mehrheit der Wissenschaftler, vor allem in jüngerer Zeit, nimmt an, dass es sich hier um eine Verballhornung durch den Fehler eines Kopisten handele, der „ἀκμάς akmás“, Akkusativ Plural von ἀκμή akmḗ, falsch abgeschrieben habe. (A5) Zu beachten ist in diesem Zusammenhang, dass in zwei der erhaltenen Handschriften des Aëtios-Werkes tatsächlich ἀκμάς akmás überliefert ist. (A6) Weil jedoch die große Mehrheit der Manuskripte die Schreibung ἄκνας áknas besitzt, müsste dieser Kopierfehler sehr früh geschehen sein; zugleich sollte Aëtios als griechischem Muttersprachler selbst ein derartiger Fehler nicht unterlaufen sein. Die beiden Handschriften mit der vermuteten korrekten Schreibung können auch auf eine Konjektur durch einen Kopisten zurückzuführen sein.
Sollte Aëtios tatsächlich ursprünglich das Wort ἀκμή akmḗ zur Bezeichnung des Hautausschlages benutzt haben, wäre der genaue Sinn trotzdem nicht ganz klar. „Akme“ kann einerseits „Spitze, Schärfe, Schneide“ bedeuten, andererseits auch „Blüte, Reife, Höhepunkt“. Vermutungen beziehen sich auf beide Bedeutungen: einerseits auf das typische spitzförmige Erscheinungsbild der Akne-Effloreszenzen Papel und Pustel, andererseits entweder auf die Jugend oder gar die Pubertät eines Menschen als seinen Höhepunkt (A7) oder den Hautausschlag selbst als „Blüte“ – laut Kluge war passend dazu im Englischen vor Etablierung des Begriffes acne die Bezeichnung rosy-drop üblich; ebenso leitet sich der Fachbegriff Effloreszenz von derselben Vorstellung ab.
Für die Variante, dass bereits Aëtios selbst áknē benutzt hat, gehen die Vermutungen zur möglichen Herkunft sogar noch weiter auseinander; es scheint sich hier aber um eine Minderheit der Wissenschaftler und teils eher historisch vertretene Herleitungen zu handeln. Eine Deutung erfolgt ausgehend vom altgriechischen Verb -κναίειν -knaíein „schaben, reiben, kratzen, jucken“, (A8) entweder über die Ableitung κνῆσις knḗsis „das Schaben, Reiben, Kratzen, Jucken“ oder direkt vom Verb. Zusammen mit dem negierenden Alpha privativum als Präfix ergibt sich dann sinngemäß „(Ausschlag) ohne Juckreiz“ (ἀκνῆσις aknḗsis) beziehungsweise „das, was nicht gekratzt werden darf“. (A9) Eine Einzeldeutung leitet Akne ab von ἄχνη áchnē „das, was sich von der Oberfläche ablöst“. Eine weitere Vermutung ist, dass das ägyptische Wort Aku-t für „Pusteln“, das im Papyrus Ebers dokumentiert ist, von den Griechen entlehnt wurde.
```
 
Anmerkungen:
```